# Kojak (vehículo)
{{Ficha de vehículo militar
|nombre= Kojak
|imagen = Vehículo Kojak.jpg
|pie= Kojak de asalto rápido y exploración, no presenta complementos por estar en un desfile.
|país=  Bolivia.
|tipo= Vehículo militar multipropósito rápido.
|fecha_prod= octubre del 2005.
|fabricante= 
|longitud= 
|anchura= 
|altura= 
|alturas= 
|peso= 
|tripulación= 3 (artillero, cargador o copiloto y conductor.
|motor= 
|tipom= 
|potencia= 
|transmisión= 
|[[rodaje= 4 ruedas.
|suspensión= 
|amortiguación=
|velocidad= 
|autonomía= 
|ratio= 
|armamentop= misiles guiados HJ-8
bazooka
lanzacohetes
|armamentos= 1 ametralladora pesada M2HB de calibre .50 (12, 7 mm)
2 ametralladoras Ametralladora M240|M240]] de 7, 62 mm.
|blindaje=
}}
El Kojak es un vehículo militar multipropósito.
Estos vehículos son fabricados en Bolivia con varias versiones desde caza tanques con misiles guiados, así también como portados de plataforma de misiles tierra-aire (MANPAD) y de apoyo a la infantería con lanzacohetes múltiples de 70 mm aproximadamente, de fabricación boliviana.
Se empezaron a fabricar en 1995 y 1997 varios prototipos para comprobar su rendimiento y experimentar con ellos en ejercicios tácticos, oficialmente salieron mejorados en octubre de 2005. Todo comenzó con la iniciativa de un Coronel Cornejo mientras comandaba un Batallón Logístico, posteriormente se pasó a la División de Ciencias y Tecnología del Ejército, cabe señalar que Bolivia tiene otros proyectos, entre ellos la fabricación de cohetes y misiles.
También se usan como vehículos de inserción y extracción de operarios de fuerzas especiales, y en las siguientes funciones: en exploración y vigilancia, dirección y corrección de tiro de artillería, comunicaciones y enlaces.
Han demostrado ser unos excelentes vehículos, tanto por su funcionamiento como por la gran variabilidad de armamento que son capaces de adoptar. Además, al ser un vehículo bajo y con un camuflaje adecuado, sería difícil de detectar por tanques enemigos a una distancia de 4 km que es el alcance de los misiles, esto se ha comprobado en las pruebas tácticas realizadas por el ejército.

## Curiosidades del nombre
El nombre de este vehículo estuvo inspirado por la famosa serie policial Kojak (series) de la década de los 70. Como el investigador de la serie era calvo y el Kojak no tiene fuselaje, se adoptó el nombre de Kojak para el vehículo militar.

## Características
Las características son las siguientes:
- vehículo rápido.
- vehículo bajo, con buen camuflaje.
- equipados con visores infrarrojos (al igual que los misiles que portan) y vista nocturna.
- dotados de guardafangos o guardabarros.
- guarda mochilas laterales para morrales, equipo, cajas de municiones,
- portan equipos de comunicación portátil PCR y GPS portátil.
- Para la función de vehículo antitanque, se los dota con misiles guiados HJ-8A de fabricación china con buenos resultados en las pruebas y ya en servicio. También es montable un sistema TOW.
- Para una versión adaptada con un lanzacohetes múltiple FFAR de 2.7 pulgadas, lo que le otorga capacidad para apoyar a la infantería. También pueden portar ciertos misiles de fabricación boliviana y lanzarlos de forma múltiple.
- Portan también ametralladoras pesadas, como la ametralladora pesada M2HB de calibre .50 (12, 7 mm).En algunos se ha llegado a ver incluso m-16 montados en pruebas, de hecho cualquier fusil, rifle o ametralladora (incluso lanza granadas como el RPG7) se puede montar en este vehículo.

## Operadores
- Bolivia, para uso nacional.